# Florence Ekpo-Umoh
Florence Ekpo-Umoh (Lagos, 27 dicembre 1977) è un'ex velocista nigeriana naturalizzata tedesca.

## Palmarès

### Mondiali
- 1 medaglia:
  - 1 argento (Edmonton 2001 nella staffetta 4x400 m)

### Mondiali indoor
- 1 medaglia:
  - 1 bronzo (Lisbona 2001 nella staffetta 4x400 m)

### Europei
- 1 medaglia:
  - 1 oro (Monaco di Baviera 2002 nella staffetta 4x400 m)

## Altre competizioni internazionali
2009
- Campionati europei a squadre di atletica leggera ( Leiria)